# Thailand Juniors
Das Thailand Juniors (auch Thailand Junior International genannt) ist im Badminton eine offene internationale Meisterschaft von Thailand für Junioren und damit eines der beiden bedeutendsten internationalen Juniorenturniere in Thailand. Es wurde erstmals im Januar 2015 unter dem Namen Granular - Thailand Junior International ausgetragen. 2017 und 2018 trug das Turnier den vollständigen Namen YONEX-SHERA-ROZA-BTY Junior International Challenge. 2022 wurde mit der BAT-YONEX-C&L Pathumthani Junior International Series eine zweite internationale Juniorenmeisterschaft in Thailand etabliert.

## Die Sieger
| Saison    | Herreneinzel          | Dameneinzel               | Herrendoppel                           | Damendoppel                                | Mixed                                       |
| --------- | --------------------- | ------------------------- | -------------------------------------- | ------------------------------------------ | ------------------------------------------- |
| 2015      | Seo Seung-jae         | Thamolwan Poopradubsil    | Choi Jong-woo Seo Seung-jae            | Kim Hye-jeong Park Keun-hye                | Choi Jong-woo Kim Hye-jeong                 |
| 2016      | Pachaarapol Nipornram | Pattarasuda Chaiwan       | Pakin Kuna-Anuvit Natthapat Trinkajee  | Virni Putri Pitha Haningtyas Mentari       | Pachaarapol Nipornram Ruethaichanok Laisuan |
| 2017      | Kunlavut Vitidsarn    | Gregoria Mariska Tunjung  | Kim Won-ho Kang Min-hyuk               | Baek Ha-na Lee Yu-rim                      | Kim Won-ho Lee Yu-rim                       |
| 2018      | Kunlavut Vitidsarn    | Wang Zhiyi                | Liang Weikeng Shang Yichen             | Liu Xuanxuan Xia Yuting                    | Kunlavut Vitidsarn Pattarasuda Chaiwan      |
| 2019      | Kunlavut Vitidsarn    | Phittayaporn Chaiwan      | Dai Enyi Feng Yanzhe                   | Li Yijing Luo Xumin                        | Kunlavut Vitidsarn Phittayaporn Chaiwan     |
| 2020 2022 | nicht ausgetragen     | nicht ausgetragen         | nicht ausgetragen                      | nicht ausgetragen                          | nicht ausgetragen                           |
| 2023      | Kazuma Kawano         | Yataweemin Ketklieng      | Nontakorn Thong-On Thanadol Yunmongkol | Naphachanok Utsanon Sabrina Sophita Wedler | Yuto Nakashizu Aya Tamaki                   |
| 2024      | Eakanath Kitkawinroj  | Anyapat Phichitpreechasak | Lee Hyeong-woo Cho Hyeong-woo          | Hathaithip Mijad Napapakorn Tungkasatan    | Lee Hyeong-woo Cheon Hye-in                 |